# Caprichosos de Guarus
O Grêmio Recreativo Bloco de Samba Caprichosos de Guarus e um bloco carnavalesco de Campos dos Goytacazes, oriundo do distrito de Guarus

## História
No carnaval de 2011, a Caprichosos, que foi a quarta agremiação a desfilar na sexta-feira, dia 29, primeiro dia do Campos Folia, apresentou um enredo sobre o amor à pátria brasileira e as cores de sua bandeira.
No ano de 2013, o bloco apresentou o enredo “Fazer o bem faz bem", sobre as pessoas que fazem ou fizeram o bem para a humanidade.

## Segmentos

### Presidentes
| Nome          | Mandato        | Ref.  |
| ------------- | -------------- | ----- |
| Benilton Paes | ? - atualidade | [ 2 ] |

### Diretores
| Ano  | Diretor de Carnaval | Diretor geral de harmonia | Mestre de bateria | Ref. |
| ---- | ------------------- | ------------------------- | ----------------- | ---- |
| 2016 |                     |                           |                   |      |

### Coreógrafo
| Ano  | Nome | Ref. |
| ---- | ---- | ---- |
| 2016 |      |      |

### Casal de Mestre-sala e Porta-bandeira
| Ano  | Nome | Ref. |
| ---- | ---- | ---- |
| 2016 |      |      |
| 2017 |      |      |

### Rainhas de bateria
| Período | Rainha | Madrinha | Ref. |
| ------- | ------ | -------- | ---- |
| 2016    |        |          |      |

## Carnavais
| Ano  | Colocação   | Grupo    | Enredo | Carnavalesco       | Intérprete | Ref.        |
| ---- | ----------- | -------- | --- | ------------------ | ---------- | ----------- |
| 2010 | Campeã      | Especial | Era uma vez |                    |            | [ 3 ]       |
| 2011 | Vice-Campeã | Especial | No colorido da criação, de coração, verde, amarelo, azul e branco são as cores da minha Nação. Salve, salve Brasil | Edhuardo Rodrigues |            | [ 4 ] [ 2 ] |
| 2012 | Vice-Campeã | Especial | Enigmas da Humanidade                                                                                              | Edhuardo Rodrigues |            | [ 5 ]       |
| 2013 | Vice-Campeã | Especial | Fazer o bem faz bem                                                                                                |                    |            | [ 1 ]       |
| 2014 | Vice-Campeã | Especial | Não É Brinquedo |                    |            | [ 6 ]       |
| 2015 |             | Especial | |                    |            |             |